# ツンフト闘争
ツンフト闘争（Zunftkämpfe）は、中世後期の西欧（特にドイツ）において、大商人によって独占されていた市政運営への参加を求め、手工業者が手工業ギルド（同職ギルド）を組織して起こした闘争。いくつかの都市ではツンフト闘争を通じて手工業者の市政参加が果たされた。「ツンフト（Zunft）」はドイツ語で手工業ギルドを意味する。

## 経緯
都市の自治が向上するにつれ、大商人のギルドが都市参事会を組織し、都市の運営を担うようになるが、非会員の親方（マイスター）ら手工業者は参政権を与えられなかった。13世紀末よりドイツやネーデルラントの各都市において、ツンフト闘争が展開された。ウルム（1327年）、シュパイアー（1330年）、アウクスブルク（1368年）などの都市においてはツンフト闘争を成功させ、手工業ギルドの親方が市政への参加を果たした。しかし、失敗におわることも多く、マクデブルク（1301年）では首謀者らが捕らえられて公開火刑に処された。ケルン（1371年）でも30人強の織物工が処刑された上、関係者への追及はそれからも続いた。このように、大商人による寡頭体制が維持された都市も多く存在した。また、フィレンツェで起きたチョンピの乱(1378年)もその一例である。